# Alkmaar Noord vasútállomás
Alkmaar Noord vasútállomás Hollandiában, Alkmaar városában.

## Vasútvonalak
Az állomást az alábbi vasútvonalak érintik:
- Nieuwediep–Amsterdam-vasútvonal
- Heerhugowaard–Hoorn-vasútvonal

## Kapcsolódó állomások
A vasútállomáshoz az alábbi állomások vannak a legközelebb:
- Heerhugowaard vasútállomás
- Alkmaar vasútállomás